# J. Frank Glendon
J. Frank Glendon (Choteau, 25 ottobre 1886 – Hollywood, 17 marzo 1937) è stato un attore statunitense.

## Filmografia parziale
- The Woman in the Web, regia di Paul Hurst e David Smith (1918)
- Lights of Old Broadway, regia di Monta Bell (1925)
- Three Pals, regia di Wilbur McGaugh e Bruce Mitchell (1926)
- Music-Hall (Upstage), regia di Monta Bell (1926)
- The Lost Special, regia di Henry MacRae (1932)